# Szerencs
Szerencs è una città dell'Ungheria di 10.213 abitanti (dati 2001). È situata nella contea di Borsod-Abaúj-Zemplén, a 35 km dal capoluogo Miskolc

## Storia
La città è menzionata nel Medioevo. All'inizio del XV secolo è già una città, appartenente alla famiglia Rákóczi. Si sviluppò molto nel '700 a cui seguì il declino tanto che nel 1876 perse lo status di città. A seguito della industrializzazione si sviluppò di nuovo, nel 1889 aprì una fabbrica di zucchero che all'epoca era la più grande in Europa e nel 1923 aprì una fabbrica di cioccolato.
Nel 1930 c'erano 7.000 abitanti.
Durante l'epoca comunista Szerencs era un importante centro dell'industria alimentare e riottenne lo status di città nel 1984.

## Monumenti e luoghi d'interesse
- Castello della famiglia Rákóczi
- Museo della fabbrica di zucchero

## Amministrazione

### Gemellaggi
- Rožňava
- Geisenheim
- Malchin